# دنيس بيرس (لاعب كريكت)
دنيس بيرس (بالإنجليزية: Dennis Piers)‏ (10 مايو 1929 في ليسوتو - 9 سبتمبر 2005 في جنوب أفريقيا) هو لاعب كريكت جنوب أفريقي. لعب مع Free State (cricket team) ‏.